# Realtime Worlds
Realtime Worlds是一個總部設在英國蘇格蘭登地的電子遊戲開發商。在2002年開始營業，2010年9月公司倒閉。

## 遊戲
- 除暴战警（英语：Crackdown）（Xbox 360），在2007年發行。
- 全面通緝（個人電腦），在2010年6月發行。
- Project: MyWorld（個人電腦），尚未發行。

## 外部連結
- （英文）官方网站[]